# Jorge Bolaños
Jorge Bolaños Carrasco (Guayaquil, 16 de agosto de 1943- Guayaquil, 24 de mayo de 1996), más conocido como El Pibe Bolaños, fue un futbolista y asistente técnico ecuatoriano. Jugaba en las posiciones de volante ofensivo o delantero.

## Trayectoria
Jorge Pibe Bolaños Carrasco es considerado el segundo mejor jugador ecuatoriano de todos los tiempos, detrás de Alberto Spencer. A los 13 años llegó a Emelec y en 1959 debutó en Primera, con 16 años de edad. En 1961 fue a préstamo a River Plate de Argentina, pedido por Renato Cesarini, quien lo vio en las Eliminatorias al Mundial 1962. Después de jugar un poco más de un año en las divisiones menores de River Plate, volvió a Emelec. 
En Emelec estuvo hasta 1969, ahí fue parte del Ballet Azul de los Cinco Reyes Magos donde fue tres veces campeón de Guayaquil, dos veces de Ecuador y participó en cuatro Copa Libertadores.
Antes, en 1963 fue pedido a prueba por el AC Milan, pero él se negó porque no quería ir a prueba sino que lo fichen de inmediato. 
En 1970 pasó al América de Quito donde jugó otra Copa Libertadores. Ese mismo año fue traspasado al Barcelona Sporting Club de Ecuador, donde quedó campeón en 1970 y 1971 y jugó hasta 1976. Después fue a los Gatos de Miami, Nueve de Octubre y Liga Deportiva Estudiantil, donde se retiró en 1979.

## Selección nacional
Fue internacional con la Selección de fútbol de Ecuador en 22 ocasiones. Su debut fue el 4 de diciembre de 1960 ante Argentina en Guayaquil en los partidos de las Eliminatorias al Mundial Chile 1962. Su único tanto se lo hizo a Colombia en el Sudamericano de Bolivia en 1963.

### Participaciones en Campeonato Sudamericano
| Campeonato Sudamericano      | Sede    | Resultado           |
| ---------------------------- | ------- | ------------------- |
| Campeonato Sudamericano 1963 | Bolivia | Sexto lugar         |
| Campeonato Sudamericano 1967 | Uruguay | Eliminatoria previa |

## Clubes
| Club                       | País           | Año       |
| -------------------------- | -------------- | --------- |
| Emelec                     | Ecuador        | 1959-1969 |
| América de Quito           | Ecuador        | 1970      |
| Barcelona                  | Ecuador        | 1970-1976 |
| Miami Gatos                | Estados Unidos | 1977      |
| Nueve de Octubre           | Ecuador        | 1978      |
| Liga Deportiva Estudiantil | Ecuador        | 1979      |

## Palmarés
| Título                  | Club      | País    | Año  |
| ----------------------- | --------- | ------- | ---- |
| Serie A de Ecuador      | Emelec    | Ecuador | 1961 |
| Campeonato de Guayaquil | Emelec    | Ecuador | 1962 |
| Campeonato de Guayaquil | Emelec    | Ecuador | 1964 |
| Serie A de Ecuador      | Emelec    | Ecuador | 1965 |
| Campeonato de Guayaquil | Emelec    | Ecuador | 1966 |
| Serie A de Ecuador      | Barcelona | Ecuador | 1970 |
| Serie A de Ecuador      | Barcelona | Ecuador | 1971 |

- Datos: Q5934615